# Zuckerrohrwachs

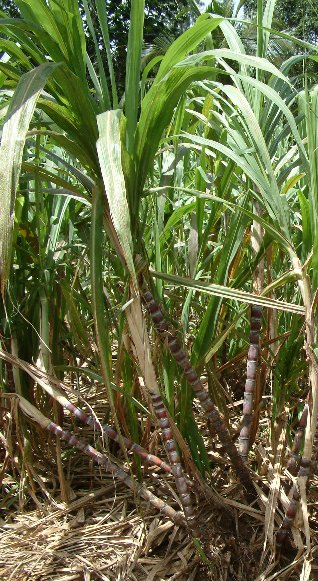
Zuckerrohrpflanze

Zuckerrohrwachs ist ein Wachs, das aus den Stielen der Zuckerrohrpflanze gewonnen wird.

## Produktion
Die Produktion von Zuckerrohrwachs ist schwierig und wirtschaftlich aufwendig. Zuckerrohr wird fast ausschließlich zur Herstellung von Zucker verwendet und zudem kommt Zuckerrohrwachs nur zu etwa  0,1 % in Zuckerrohr vor. Eine wirtschaftliche Produktion findet deshalb nur in den Hauptanbauländern Brasilien, Indien, China, Thailand, Pakistan und Mexiko statt. Bei der Herstellung von Zucker fällt ein Filterrückstand, die sogenannte Bagasse, an. Aus diesem Filterrückstand wird das Zuckerrohrwachs gewonnen. Dabei wird dieses von Pflanzenrückständen und Chlorophyll befreit.

## Geschichte
Der amerikanische Apotheker Avequin konnte um 1840 zum ersten Mal Zuckerrohrwachs in relativ reiner Form aus dem bei der Zuckerherstellung anfallenden Filterkuchen herstellen. In seiner quantitativen Analyse fand er heraus, dass nur 0,1 % des weißlich bis dunkelgelben Wachses in der Zuckerrohrpflanze vorkommt.  1909 erhielt der Franzose A. Wynberg ein Patent zur Herstellung von Zuckerrohrwachs durch Extraktion aus dem Filterkuchen.
Während des Ersten Weltkriegs etablierte sich im südafrikanischen Natal eine der ersten Firmen, die Zuckerrohrwachse in großen Mengen herstellte. Bereits 1924 konnten dort etwa 6000 Jahrestonnen eines dunklen Zuckerrohrwachses hergestellt werden. Dieses wurde hauptsächlich für die Kerzenherstellung  der Orthodoxen Kirche in Russland verwendet. Aufgrund der Russischen Revolution und der damit verbundenen  Unterdrückung der Kirche ging der Verbrauch an Zuckerrohrwachs derart stark zurück, dass die Firma geschlossen werden musste. In der Folgezeit wurde das Zuckerrohrwachs in den USA, hauptsächlich in Louisiana, wo es bis zu 22 Zuckerrohrwachsproduzenten gab, hergestellt.
Bereits 1922 beschrieb M. Rindl ausführlich Anwendungen für Zuckerrohrwachs, so unter anderem als Ersatz für Carnauba-, Bienen- und Montanwachse.

## Inhaltsstoffe
Zuckerrohrwachs besteht zu etwa 70 % aus Alkoholen langkettiger Kohlenwasserstoffe der Kettenlängen C18 bis C32, aus Wachssäuren der Kettenlängen C18 bis C32, aus ω-Hydroxycarbonsäuren und aus aromatischen Carbonsäuren. Als Alkoholkomponente kommen auch Fettalkohole (Wachsalkohole) und Diole vor. Daneben sind jeweils rund 5–10 % unveresterte Diole, langkettige Wachssäuren wie Behensäure, Cerotinsäure, Lignocerinsäure oder Melissinsäure sowie gesättigte Kohlenwasserstoffe vorhanden. Ungereinigtes Zuckerrohrwachs enthält bis zu 25 % Harz und zudem bis zu 60 % Policosanol (1-Octacosanol), das aus Zuckerrohrwachs in Reinform gewonnen werden kann.

## Eigenschaften
Zuckerrohrwachs ist unverdaulich und gesundheitlich unbedenklich, bei versehentlichem Verzehr wird es ausgeschieden. In seiner raffinierten Form besitzt es eine helle gelbliche Farbe. Der hohe Schmelzpunkt von 75 – 80 °C hält es auch bei Sonneneinstrahlung stabil. Zuckerrohrwachs besitzt eine gute Öl- und Lösemittelrückhaltung (Retention) für anionische Selbstglanzemulsionen.
Zuckerrohrwachse sind biologisch abbaubar und nach DIN ISO 13432 kompostierbar.

## Anwendungen

### Lebensmittel
Bis in die 1960er Jahre wurde Zuckerrohrwachs bei der Kaugummiproduktion als essbares Wachs zugegeben. Dabei wirkte das Zuckerrohrwachs als Elastomer bzw. als Weichmacher und Konsistenzgeber. 1943 wurden J. W. Schlegel und L. Lang ein Patent erteilt, um Donuts mit Zucker zu bestäuben. Dabei wurde dem gemahlenen Zucker 0,4 % Zuckerrohrwachs zugesetzt. Donuts wurden dadurch fett- und wasserabweisender und behielten ihr frisches Aussehen länger. Auch Schokolade wurde mit einer sehr dünnen Schicht aus Zuckerrohrwachs überzogen. Die Glanzhaltung verbesserte sich, das Schmelzen verringerte sich und die Konfektionierung wurde ebenso erleichtert. Um Gemüse oder Obst frisch zu halten oder frisch aussehen zu lassen, wurden Emulsionen aus Zuckerrohrwachs in Mischungen mit anderen Naturwachsen hergestellt. Dabei wurde das Gemüse oder Obst in die Emulsionen getaucht oder mit Wachsemulsionen besprüht.

### Medizinische Anwendungen
Zusätzliche Anwendungen für Policosanole, hergestellt aus Zuckerrohrwachs, kamen in den 1970er Jahren medizinische Produkte zur Senkung des Cholesterinspiegels hinzu. Dies wurden vor allem vor dem Fall des  Eisernen Vorhangs vom kubanischen Labor DALMER S.A. in Havanna mit diversen Untersuchungen vorangetrieben. In dieser Zeit gab es viele – auch umstrittene – Patentanmeldungen. Das letzte bekannte Patent wurde 1998 von DALMER S.A. angemeldet. Die Ergebnisse wurden von I. Gouni-Berthold und H.K. Berthold ausgewertet, zusammengefasst und weiterentwickelt. Von 2004 bis 2007 wurde die cholesterinsenkende Wirkung der Polycosanole aus Zuckerrohrwachs von Ernst Krendlinger und M. Neumaier übertragen auf Montanwachse, da diese eine sehr ähnliche chemische Struktur aufweisen. Aktuell werden Policosanol enthaltende Nahrungsergänzungsmittel zur Senkung des Cholesterinspiegels in einem breiten Spektrum angeboten.

### Aktuell
Zuckerrohrwachs ist geeignet für technische Anwendungen, aber auch für Anwendungen in der Lebensmittelindustrie. So kann Zuckerrohrwachs als Pflegemittel (Schuh-, Fußboden-, Autopflege), in der Leder- und Kunststoffindustrie bis hin zur Anwendung für die Additiv- und Kosmetikindustrie verwendet werden. Auch in der Lack- und Druckfarbenindustrie sowie zur Herstellung von Kerzen ist es einsetzbar.